# Eiphosoma dentator
Eiphosoma dentator là một loài tò vò trong họ Ichneumonidae.